# محافظة الخفجي
محافظة الخفجي، هي إحدى محافظات المنطقة الشرقية في السعودية، وعاصمتها الإدارية مدينة الخفجي، محافظة الخفجي من الفئة أ.

## السكان
بلغ عدد سكان محافظة الخفجي (84,316) نسمة حسب تعداد السعودية 2022، عدد السعوديين (55,824) نسمة، وعدد غير السعوديين (28,492) نسمة.

## المراكز الإدارية التابعة
تشتمل محافظة الخفجي على خمس مراكز هي: الخفجي (مركز المحافظة)، أبرق الكبريت (85 كم غرب المحافظة)، رأس مشعاب (30 كم جنوب المحافظة)، السفانية (75 كم جنوب المحافظة)، التناجيب.